# 2022年北印度洋氣旋季
2022年北印度洋氣旋季，泛指在2022年全年內的任何時間，於北印度洋水域所產生的熱帶氣旋。雖然有關方面並沒有設下本颱風季的指定期限，但大部份北印度洋的熱帶氣旋通常都會於四月至十二月期間形成。
本條目的範圍僅侷限於北印度洋水域。在北印度洋產生的氣旋風暴是由隶属于印度地球科学部的印度氣象局新德里氣旋中心命名，而在該地區的熱帶低氣壓的編號都以 A/B 字母作結。
在香港天文台的天氣圖上也包括東北印度洋地區，若有熱帶氣旋形成，則採用世界氣象組織級別法，最高強度都稱之為「超強颱風」，所有風暴都是無命名的。
（以下各氣旋風暴資訊以氣旋風暴存在期間的最強形態為名稱。）

## 已被國際命名的熱帶氣旋
自2022年北印度洋氣旋季開始以來，本氣旋季總共產生了以下熱帶氣旋。

### 強烈氣旋風暴阿薩尼（Asani）
5月5日，一個低氣壓在邦帕卡島東北方形成，美國海軍研究實驗室給予擾動編號92B。中午12時，聯合颱風警報中心給予發展評級「低」。
5月6日下午4時，印度氣象局將其評價為低氣壓，給予編號BOB 03。
5月7日下午3時，聯合颱風警報中心將其升格為熱帶風暴，並給予熱帶氣旋編號02B。
晚間9時，印度氣象局將其升格為強低氣壓。
5月8日上午10時，印度氣象局將其升格為氣旋風暴，並命名為阿薩尼（Asani）。下午3時，聯合颱風警報中心將其升格為一級熱帶氣旋。晚間9時，印度氣象局將其升格為強烈氣旋風暴。
5月9日上午9時，聯合颱風警報中心將其降格為熱帶風暴。
5月10日上午9時，聯合颱風警報中心將其再度升格為一級熱帶氣旋。晚間時，聯合颱風警報中心將其再度降格為熱帶風暴。

### 氣旋風暴西特朗（Sitrang）
10月17日，一個低氣壓在安達曼形成，美國海軍研究實驗室給予擾動編號92B。
10月22日下午5時，印度氣象局將其評價為低氣壓，給予編號BOB 07。
10月23日晚間9時，聯合颱風警報中心將其升格為熱帶風暴，並給予熱帶氣旋編號05B。
10月24日凌晨0時，印度氣象局將其升格為氣旋風暴，並命名為西特朗（Sitrang）。
10月25日凌晨在孟加拉博里薩爾附近沿海登陸。

### 強烈氣旋風暴曼多斯（Mandous）
11月4日，一個低氣壓在蘇門答臘島以北形成，美國海軍研究實驗室給予擾動編號96B。
12月6日晚間8時，印度氣象局將其評價為低氣壓，給予編號BOB 09。
12月7日下午4時，印度氣象局將其升格為強低氣壓。
12月8日凌晨3時，聯合颱風警報中心將其升格為熱帶風暴，並給予熱帶氣旋編號06B。上午7時，印度氣象局將其升格為氣旋風暴，並命名為曼多斯（Mandous）。 
12月9日凌晨0時，印度氣象局將其升格為強烈氣旋風暴。

## 未被國際命名的熱帶氣旋

### 強低氣壓BOB 01
3月2日，一個低氣壓在蘇門答臘島西北方形成，美國海軍研究實驗室給予擾動編號90B。晚間9時，聯合颱風警報中心給予發展評級「低」。晚間11時，印度氣象局將其評價為低氣壓，給予編號BOB 01。
3月4日晚間8時，印度氣象局將其升格為強低氣壓。
3月5日凌晨3時，聯合颱風警報中心將其升格為熱帶風暴，並給予熱帶氣旋編號01B。下午11時，聯合颱風警報中心發佈最終警報。同時，印度氣象局將其降格為低氣壓，並發佈最終報。

### 強低氣壓BOB 02
3月14日，一個低氣壓在斯里蘭卡可倫坡東南方形成，美國海軍研究實驗室給予擾動編號91B。
3月15日凌晨3時，聯合颱風警報中心給予發展評級「低」。
3月18日下午2時，印度氣象局將其評價為低氣壓，給予編號BOB 02。
3月21日上午11時，印度氣象局將其升格為強低氣壓。
3月22日，印度氣象局將其降格為低氣壓。
3月23日，印度氣象局將其降格為結構良好的低壓區，並發佈最終報。

### 低氣壓BOB 04
5月20日，一個低氣壓在緬甸近海形成，美國海軍研究實驗室給予擾動編號93B。下午4時，印度氣象局將其評價為低氣壓，給予編號BOB 04。

### 低氣壓ARB 01
7月15日，一個低氣壓在巴基斯坦以南形成，美國海軍研究實驗室給予擾動編號96A。
7月16日下午3時，印度氣象局將其評價為低氣壓，給予編號ARB 01。

### 陸上低氣壓01
8月6日，一個低氣壓在印度奧里薩邦境內形成，美國海軍研究實驗室給予擾動編號97B。
8月9日下午4時，印度氣象局將其評價為低氣壓，給予編號01。

### 低氣壓ARB 02
8月11日，一個低氣壓在阿拉伯海北部形成，美國海軍研究實驗室給予擾動編號98A。
8月12日下午3時，印度氣象局將其評價為低氣壓，給予編號ARB 05。同時，聯合颱風警報中心將其升格為熱帶風暴，並給予熱帶氣旋編號03A。

### 低氣壓BOB 05
8月14日，一個低氣壓在孟加拉境內形成。下午3時，印度氣象局將其評價為低氣壓，給予編號BOB 05。

### 強低氣壓BOB 06
8月17日，一個低氣壓在緬甸仰光西北方形成，美國海軍研究實驗室給予擾動編號99B。
8月19日凌晨3時，聯合颱風警報中心將其升格為熱帶風暴，並給予熱帶氣旋編號04B。上午10時，印度氣象局將其評價為低氣壓，給予編號BOB 06。下午5時，印度氣象局將其升格為強低氣壓。

### 陸上低氣壓02
9月12日，一個低氣壓在中央邦東南部形成。下午4時，印度氣象局將其評價為低氣壓，給予編號02。

### 低氣壓BOB 08
11月16日，一個低氣壓在安達曼群島形成，美國海軍研究實驗室給予擾動編號94B。
11月20日中午12時，印度氣象局將其評價為低氣壓，給予編號BOB 08。

### 強低氣壓ARB 03
12月13日，強烈氣旋風暴曼多斯殘餘雲系發展，印度氣象局將其評價為低氣壓，給予編號ARB 03。
12月15日凌晨3時，聯合颱風警報中心將其升格為熱帶風暴，並給予熱帶氣旋編號07A。上午10時，印度氣象局將其升格為強低氣壓。

### 低氣壓BOB 10
12月13日，一個低氣壓在蘇門答臘島西北方形成，美國海軍研究實驗室給予擾動編號98B。
12月22日下午5時，印度氣象局將其評價為低氣壓，給予編號BOB 10。

## 2022年風暴名單
熱帶氣旋一旦在孟加拉灣或阿拉伯海增強為氣旋風暴後，印度氣象局就會給予名字。本年度第一個使用的名字是「Asani」。
印度氣象局自2020年起採用新世代命名表，命名工作由印度氣象局負責，名字是根據以下名單而定，不按年度劃分。風暴名字由13個國家各自提交13個名稱，並以該國英文名稱按字母順序排列，名字使用順序同西北太平洋。尚未使用的名稱以灰色表示，黑體字表示該年已經使用過。
| 提供國家   | 名稱    | 名稱     | 名稱     | 名稱     | 名稱     | 名稱    | 名稱     | 名稱    | 名稱       | 名稱     | 名稱     | 名稱     | 名稱      |
| ---------- | ------- | -------- | -------- | -------- | -------- | ------- | -------- | ------- | ---------- | -------- | -------- | -------- | --------- |
| 孟加拉     | Nisarga | Biparjoy | Amab     | Upakul   | Barshon  | Rajani  | Nishith  | Urmi    | Meghala    | Samiron  | Pratikul | Sarobor  | Mahanisha |
| 印度       | Gati    | Tej      | Murasu   | Aag      | Vyom     | Jhar    | Probaho  | Neer    | Prabhanjan | Ghurni   | Ambud    | Jaladhi  | Vega      |
| 伊朗       | Nivar   | Hamoon   | Akvan    | Sepand   | Booran   | Anahita | Azar     | Pooyan  | Arsham     | Hengame  | Savas    | Tahamtan | Toofan    |
| 馬爾代夫   | Burevi  | Midhili  | Kaani    | Odi      | Kenau    | Endheri | Riyau    | Guruva  | Kurangi    | Kuredhi  | Horangu  | Thundi   | Faana     |
| 緬甸       | Tauktae | Michaung | Ngamann  | Kyarthit | Sapakyee | Wetwun  | Mwaihout | Kywe    | Pinku      | Yinkaung | Linyone  | Kyeekan  | Bautphat  |
| 阿曼       | Yaas    | Remal    | Sail     | Naseem   | Muzn     | Sadeem  | Dima     | Manjour | Rukam      | Watad    | Al-jarz  | Rabab    | Raad      |
| 巴基斯坦   | Gulab   | Asna     | Sahab    | Afshan   | Manahil  | Shujana | Parwaz   | Zannata | Sarsar     | Badban   | Sarrab   | Gulnar   | Waseq     |
| 卡塔爾     | Shaheen | Dana     | Lulu     | Mouj     | Suhail   | Sadaf   | Reem     | Rayhan  | Anbar      | Oud      | Bahar    | Seef     | Fanar     |
| 沙特阿拉伯 | Jawad   | Fengal   | Ghazeer  | Asif     | Sidrah   | Hareed  | Faid     | Kaseer  | Nakheel    | Haboob   | Bareq    | Alreem   | Wabil     |
| 斯里蘭卡   | Asani   | Shakhti  | Gigum    | Gagana   | Verambha | Garjana | Neeba    | Ninnada | Viduli     | Ogha     | Salitha  | Rivi     | Rudu      |
| 泰國       | Sitrang | Montha   | Thianyot | Bulan    | Phutala  | Aiyara  | Saming   | Kraison | Matcha     | Mahingsa | Phraewa  | Asuri    | Thara     |
| 阿聯酋     | Mandous | Senyar   | Afoor    | Nahhaam  | Quffal   | Daaman  | Deem     | Gargoor | Khubb      | Degl     | Athmad   | Boom     | Safar     |
| 也門       | Mocha   | Ditwah   | Diksam   | Sira     | Bakhur   | Ghwizy  | Hawf     | Balhaf  | Brom       | Shuqra   | Fartak   | Darsah   | Samhah    |

## 氣旋季影響
以下圖表顯示了2022年北印度洋氣旋季的所有熱帶氣旋以及它們的登陸資料(如有)。在括號內的死亡人數屬於非直接，但仍與風暴有關的死亡。所有破壞及死亡數字都包括風暴在擾動及溫帶氣旋階段時的資料。
| 風暴名稱     | 持續日期           | 最高強度     | 持續風速      | 氣壓         | 影響地區                                       | 損失 （美元） | 死亡人數 | 來源 |
| ------------ | ------------------ | ------------ | ------------- | ------------ | ---------------------------------------------- | ------------- | -------- | ---- |
| BOB 01       | 3月2日－3月6日     | 強低氣壓     | 每小時55公里  | 1000百帕斯卡 | 斯里蘭卡、泰米爾納德邦                         | 無            | 0        |      |
| BOB 02       | 3月18日－3月23日   | 強低氣壓     | 每小時55公里  | 1002百帕斯卡 | 安達曼-尼科巴群島、緬甸、泰國                  | 無            | 0        |      |
| 阿薩尼       | 5月6日－5月11日    | 強烈氣旋風暴 | 每小時110公里 | 982百帕斯卡  | 安德拉邦、卡納塔卡邦、坦米爾那都邦、泰倫加納邦 | 無            | 3        |      |
| BOB 04       | 5月20日－5月21日   | 強低氣壓     | 每小時55公里  | 1000百帕斯卡 | 緬甸                                           | 無            | 0        |      |
| ARB 01       | 7月16日－7月17日   | 強低氣壓     | 每小時55公里  | 1002百帕斯卡 | 伊朗、巴基斯坦                                 | 無            | 0        |      |
| 01           | 8月9日－8月9日     | 強低氣壓     | 每小時55公里  | 1000百帕斯卡 | 無                                             | 無            | 0        |      |
| ARB 02       | 8月12日－8月15日   | 低氣壓       | 每小時45公里  | 991百帕斯卡  | 伊朗、巴基斯坦                                 | 無            | 0        |      |
| BOB 05       | 8月14日－8月17日   | 低氣壓       | 每小時45公里  | 氣壓不詳     | 無                                             | 無            | 0        |      |
| BOB 06       | 8月19日－8月21日   | 強低氣壓     | 每小時55公里  | 990百帕斯卡  | 無                                             | 無            | 32       |      |
| 02           | 9月12日－9月14日   | 低氣壓       | 每小時45公里  | 氣壓不詳     | 無                                             | 無            | 0        |      |
| 西特朗       | 10月22日－10月25日 | 氣旋風暴     | 每小時85公里  | 994百帕斯卡  | 孟加拉                                         | 無            | 35       |      |
| BOB 08       | 11月20日－11月23日 | 低氣壓       | 每小時45公里  | 氣壓不詳     | 無                                             | 無            | 0        |      |
| 曼多斯       | 12月6日－12月10日  | 強烈氣旋風暴 | 每小時95公里  | 991百帕斯卡  | 斯里蘭卡、印度南部                             | 無            | 9        |      |
| ARB 03       | 12月13日－12月18日 | 強低氣壓     | 每小時55公里  | 1000百帕斯卡 | 無                                             | 無            | 0        |      |
| BOB 10       | 12月22日－12月26日 | 低氣壓       | 每小時45公里  | 1004百帕斯卡 | 斯里蘭卡                                       | 無            | 0        |      |
| 季節總結     |                    |              |               |              |                                                |               |          |      |
| 15個熱帶氣旋 | 3月2日－12月26日   |              | 每小時110公里 | 982百帕斯卡  |                                                | 0             | 79       |      |

## 外部連結
- 印度氣象局（页面存档备份，存于）
- 美國聯合颱風警報中心（JTWC）（页面存档备份，存于）
- 中國國家氣象中心-北印度洋氣旋公報（页面存档备份，存于）
- 泰國地球物理暨氣象部門（页面存档备份，存于）